# Koivusaari (ö i Finland, Lappland, Östra Lappland, lat 66,47, long 27,37)
Koivusaari är en ö i Finland.   Den ligger i den ekonomiska regionen  Östra Lapplands ekonomiska region  och landskapet Lappland, i den norra delen av landet, 700 km norr om huvudstaden Helsingfors.